# Krasnivka
Krasnivka (en ucraïnès: Краснівка) és un poble de la República Autònoma de Crimea, a Ucraïna, que el 2014 tenia 608 habitants. Pertany al districte de Simferòpol.